# Platysoma dufali
Platysoma dufali är en skalbaggsart som beskrevs av Sylvain Auguste de Marseul 1864. Platysoma dufali ingår i släktet Platysoma och familjen stumpbaggar. Inga underarter finns listade i Catalogue of Life.